# Маллинкродт, Фридрих фон
Фридрих фон Маллинкродт (нем. Friedrich von Mallinckrodt; 15 августа 1894, Эссен, Германская империя — 2 августа 1941) — немецкий лётчик-испытатель, ас времён Первой мировой войны, одержавший шесть воздушных побед, лейтенант.

## Биография
Поступил на воинскую службу перед началом мировой войны. Служил в пехотном полку. В мае 1915 года ему было присвоено звание лейтенанта. В июле 1915 года перешёл в Имперские военно-воздушные силы Германии.
12 декабря 1915 года осуществил первый испытательный полёт Junkers J 1, первого в мире цельнометаллического моноплана.
30 апреля 1916 года сбил первый самолёт противника под Верденом. 10 сентября 1916 года был переведён в Jagdstaffel 6, в составе которого одержал ещё две подтверждённые и две вероятные победы. Затем был направлен в школу Jastaschule в Валансьене в качестве инструктора. С января 1917 года служил в Jagdstaffel 20, где в марте 1917 года одержал 4 подтвержденные победы. 30 апреля получил серьёзное ранение. На фронт после излечения не вернулся.
Во время Второй мировой войны был капитаном испытательного центра Люфтваффе.
В начале августа 1941 года погиб в авиакатастрофе северо-восточнее Рехлина и был похоронен на юго-западном кладбище Штансдорфа.